# Pšov
Pšov är en ort i Tjeckien.   Den ligger i regionen Karlovy Vary, i den västra delen av landet, 90 km väster om huvudstaden Prag. Pšov ligger 527 meter över havet och antalet invånare är 626.
Terrängen runt Pšov är platt norrut, men söderut är den kuperad. Terrängen runt Pšov sluttar österut.Runt Pšov är det glesbefolkat, med 17 invånare per kvadratkilometer. Närmaste större samhälle är Žlutice, 4,5 km norr om Pšov. Trakten runt Pšov består till största delen av jordbruksmark.